# Afganistán en los Juegos Olímpicos de Londres 2012
Afganistán estuvo representado en los Juegos Olímpicos de Londres 2012 por seis deportistas, cinco hombres y una mujer, que compitieron en cuatro deportes.
El portador de la bandera en la ceremonia de apertura fue el practicante de taekwondo Nesar Ahmad Bahave.

## Medallistas
El equipo olímpico afgano obtuvo las siguientes medallas:
| Nombre          | Deporte   | Competición |
| --------------- | --------- | ----------- |
| Oro             |           |             |
| —               |           |             |
| Plata           |           |             |
| —               |           |             |
| Bronce          |           |             |
| Rohullah Nikpai | Taekwondo | –68 kg M    |